# Lourdes Méndez
Lourdes Méndez Monasterio (Córdoba, 11 de febrero de 1957) es una doctora en Derecho, abogada y política española, diputada nacional por Vox de Murcia en la xiii y xiv legislaturas. También fue diputada por el PP de Murcia en la viii, ix y x legislaturas de las Cortes Generales.
Presidenta de la Asociación Familia y Dignidad Humana y presidenta de la Plataforma por las Libertades, también pertenece a la Federación Internacional One Of Us. Es miembro supernumeraria del Opus Dei.

## Trayectoria
Nacida en Córdoba en 1957, es la tercera de una familia de trece hermanos. Su abuelo paterno fue el militar José Monasterio Ituarte, alto mando del ejército durante la dictadura de Franco. Uno de sus hermanos es el periodista Kiko Méndez-Monasterio. Está casada y es madre de seis hijos. Aunque natural de Córdoba, por razones familiares también vivió en Madrid en su juventud y más tarde en Murcia debido al destino asignado a su marido, militar de profesión.
Se licenció en Derecho por la Universidad Complutense de Madrid. En 1981 superó la oposición oficial de Agente de la Propiedad Inmobiliaria y en ese mismo año obtiene el título oficial de Gestor Administrativo. Es doctora en Derecho por la UCAM, máster en Metodología de la Investigación por la misma Universidad y posee un máster en Estudios Urbanísticos e Inmobiliarios en la ENAE Business School, adscrita a la Universidad de Murcia UMU.  
Es abogada rotal por la Nunciatura Apostólica de la Santa Sede en España, y autora del libro Del derecho a la vida al derecho al aborto: a la luz de los debates parlamentarios y de la Constitución Española (1812-2017) editado por la Fundación Universitaria Española en 2018. Ha ejercido como abogada a lo largo de años, estando colegiada en los Ilustres Colegios de Abogados de Murcia y Madrid. Ha ejercido también los cargos de primer teniente de alcalde del Ayuntamiento de San Javier, diputada autonómica (1999-2003) y consejera de Trabajo, Consumo y Política Social del Gobierno de la Región de Murcia entre 2002 y 2004, y Diputada Nacional en el Congreso desde el año 2004 al año 2015 y del 2016 hasta la actualidad, siendo la número 1 de la candidatura más votada en la Comunidad de Murcia en las Elecciones Generales de diciembre de 2019 al Congreso de los Diputados.

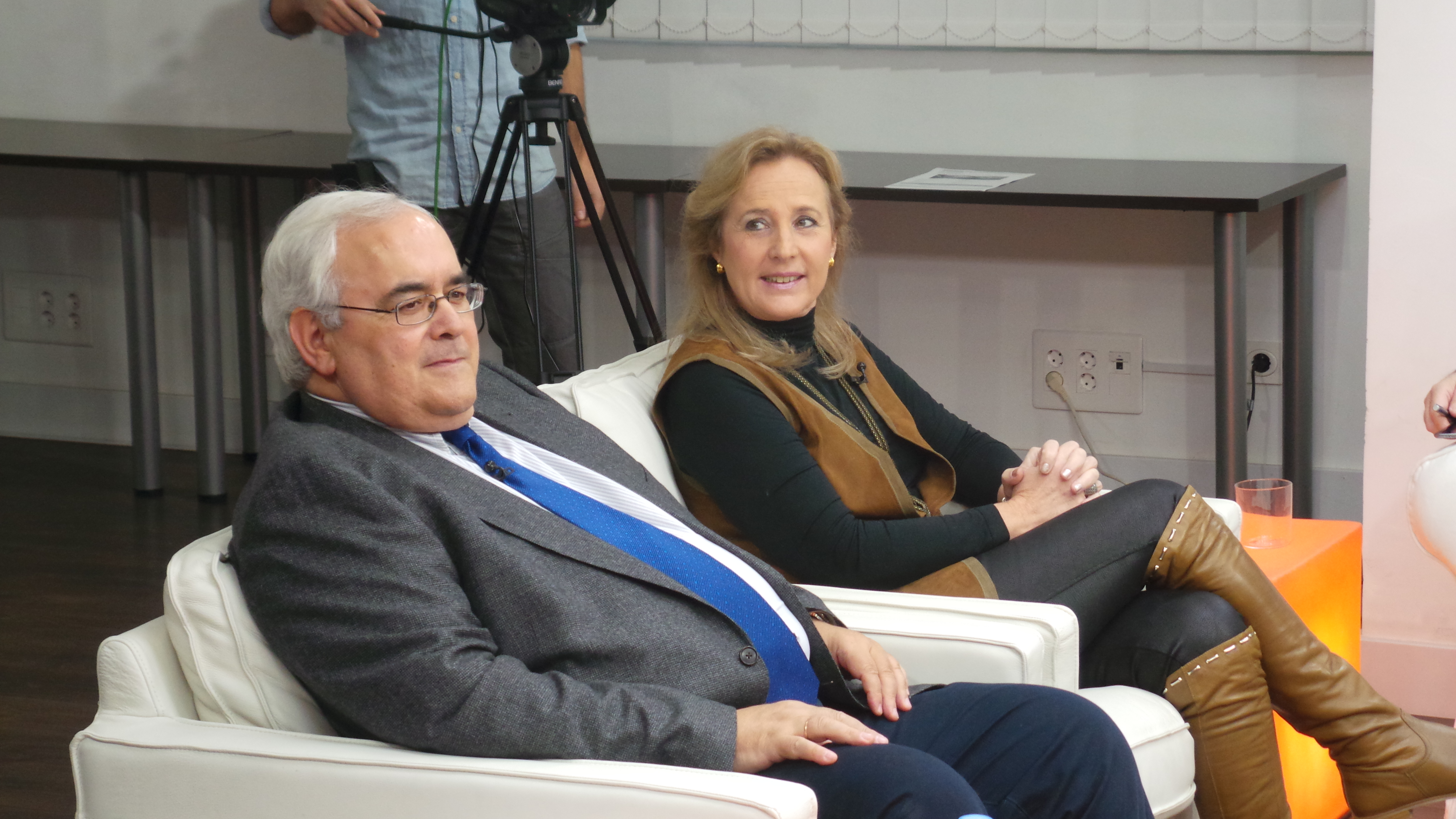
Junto a Mikel Buesa en 2015, durante unos encuentros de HazteOír.

Ha sido miembro electo de la Ejecutiva Nacional del PP ocho años, presidenta de la Comisión Nacional de Familia, portavoz de Asuntos Sociales en el Congreso y, finalmente, presidenta de la Comisión de Políticas Integrales para la Discapacidad en el Congreso.
Católica pacticante, contraria radicalmente al aborto, a la eutanasia y partidaria del «matrimonio natural», fue una de las diez personas del movimiento «provida» que Rajoy dejó fuera de las listas para las elecciones del 20 de diciembre de 2015.
Se dio de baja en el PP y pasó a prestar apoyo en actos públicos a Vox, aunque sin afiliarse a las alturas de diciembre de 2018. Según sus declaraciones, abandonó el Partido Popular por haberse [el partido] «desprendido de todos los valores y principios» y seguir «una deriva hacia el centro, centro izquierda».
Fue elegida diputada por Murcia por Vox en las elecciones generales de abril de 2019 para la XIII legislatura, siendo la número 1 de la candidatura más votada en la Comunidad de Murcia, renovando el escaño en las elecciones generales de noviembre de ese mismo año.